# Municipio de Riverbend
El municipio de Riverbend (en inglés: Riverbend Township) es un municipio ubicado en el  condado de Gaston en el estado estadounidense de Carolina del Norte. En el año 2000 tenía una población de 22.872 habitantes.

## Geografía
El municipio de Riverbend se encuentra ubicado en las coordenadas 35°20′45.97″N 81°3′21.13″O / 35.3461028, -81.0558694.